# Guilty by Association (película)
Guilty by Association (conocida en España como Fuego cruzado) es una película de acción, crimen y drama de 2003, dirigida por Po Johns y Howard Gibson, que a su vez la escribió, musicalizada por Nicholas Rivera, en la fotografía estuvo Howard Gibson y Sean Morrison, los protagonistas son Bryce, Jeff Edward y Morgan Freeman, entre otros. El filme se estrenó el 27 de julio de 2003.

## Sinopsis
Recién salió de la prisión y está decidido a comenzar una nueva vida. Al no tener perspectivas verdaderas, termina cayendo en la delincuencia. Se comunica con su viejo mejor amigo, D-Mo, que se ha transformado en uno de los más grandes vendedores de drogas. Sin embargo, lo que arranca como una agradable alianza finalizara deteriorándose a causa de la plata y de un terrible accidente.